# Пентанема иволистная
Пентанема иволистная (лат. Pentanéma salicínum), или Девяси́л иволи́стный (устаревший синоним) — вид многолетних травянистых растений, относящийся к роду Пентанема (Pentanema) семейства Сложноцветные (Asteraceae). До 2018 года включался в состав рода Девясил (Inula), в широком объёме признанный полифилетичным.

## Ботаническое описание

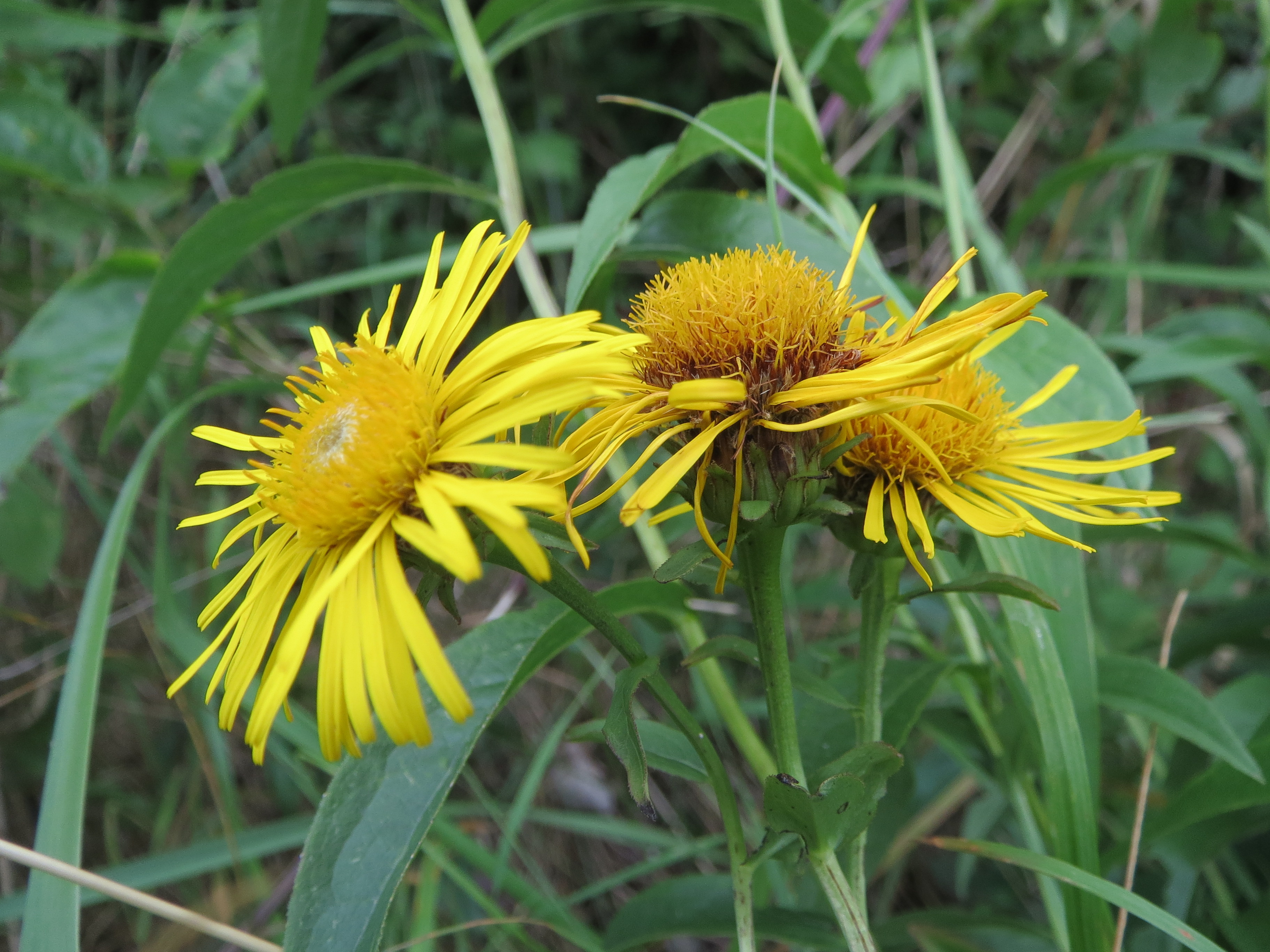
Соцветия-корзинки

Многолетнее травянистое растение с тонким ползучим корневищем и прямостоячим равномерно облиственным стеблем 30—70 см. Как правило, растение практически голое.
Листья блестящие, несколько кожистые, по жилкам снизу с короткими щетинками, в очертании ланцетные, нижние — до продолговато-яйцевидных и яйцевидных, 5—12 см длиной и 2—3 см шириной, реже более узкие, сидячие, с сердцевидным полустеблеобъемлющим основанием. Край листовой пластинки цельный до мелкозубчатого и мелкошиповатого.
Соцветия-корзинки одиночные или собраны по 2—5 в общее щитковидное соцветие, до 2,5—4 см в диаметре. Обёртка 1,2—1,4 см в диаметре, с красновато-фиолетовыми в верхней части листочками, наружные листочки её яйцевидно-ланцетные, 7 × 2 мм, с реснитчатым краем, с длиннозаострённой отогнутой верхушкой, внутренние — линейные, 10 × 1 мм. Краевые цветки жёлтые, ложноязычковые, пестичные, с линейным язычком около 8 мм длиной и до 1,5 мм шириной и трубкой 5—6 мм длиной. Срединные цветки трубчатые, жёлтые, обоеполые.
Семянки до 2 мм длиной, тонкоребристые, бурые, голые, с хохолком из щетинок 7—8 мм длиной.

## Распространение
Широко распространённый в Евразии вид от Атлантической Европы до Дальнего Востока и Японии. Встречается преимущественно в степных и лесостепных районах, по опушкам лесов и среди зарослей кустарников, на лугах и в степях, в долинах рек.

## Таксономия
Pentanema salicinum (L.) D.Gut.Larr., Santos-Vicente, Anderb., E.Rico & M.M.Mart.Ort., Taxon 67 (1): 159 (2018). — Inula salicina L., Sp. Pl. 2: 882 (1753).
Вид Пентанема иволистная относится к роду Пентанема семейства Астровые (Asteraceae) порядка Астроцветные (Asterales). Кладограмма в соответствии с Системой APG IV:
|  |                                      |  |                                   |                                   |                    |  | ещё 10 семейств | ещё 10 семейств |                      |  |  |  | еще 34 подтвержденных и 20 в статусе "непроверенных" видов и инфравидовых таксонов |
|  |                                      |  |                                   |                                   |                    |  | ещё 10 семейств | ещё 10 семейств |                      |  |  |  | еще 34 подтвержденных и 20 в статусе "непроверенных" видов и инфравидовых таксонов |
|  |                                      |  |                                   | порядок Астроцветные              |                    |  |                 |                 | род Пентанема        |  |  |  |                                                                                    |
|  |                                      |  |                                   | порядок Астроцветные              |                    |  |                 |                 | род Пентанема        |  |  |  |                                                                                    |
|  | отдел Цветковые, или Покрытосеменные |  |                                   |                                   | семейство Астровые |  |                 |                 | Пентанема иволистная |  |  |  |                                                                                    |
|  | отдел Цветковые, или Покрытосеменные |  |                                   |                                   | семейство Астровые |  |                 |                 |                      |  |  |  |                                                                                    |
|  |                                      |  | ещё 63 порядка цветковых растений | ещё 63 порядка цветковых растений |                    |  |                 | ещё 1804 рода   | ещё 1804 рода        |  |  |  |                                                                                    |
|  |                                      |  |                                   | ещё 63 порядка цветковых растений |                    |  |                 |                 | ещё 1804 рода        |  |  |  |                                                                                    |

### Синонимы
- Aster rigidus Moench
- Aster salicinus Scop.
- Aster spathulatus hort. ex Steud.
- Conyza salicina Rupr.
- Helenium salicinum Kuntze
- Inula auriculata Schur
- Inula cordata Freyn ex Nyman
- Inula coriacea Schur
- Inula glabra Gilib.
- Inula involucrata Miq.
- Inula kitamurana Tatew. ex Kitam.
- Inula lineata (Nyár.) Nyár.
- Inula lucens Dulac
- Inula pseudobubonium Schur
- Inula pseudosalicina simkov. ex Beck
- Inula salicina L.
- Inula salicina subsp. asiatica (Kitam.) Kitag.
- Inula salicina subsp. salicina
- Inula salicina var. salicina
- Inula semiamplexicaulis Reut.
- Inula squarrosa Griseb.
- Jacobaea salicina (L.) Merino
- Pulicaria salicina J.Presl & C.Presl
- Ulina salicina Opiz